# Carl Fiedler (Entomologe)
|  | Dieser Artikel wurde aufgrund von formalen oder inhaltlichen Mängeln in der Qualitätssicherung Biologie zur Verbesserung eingetragen. Dies geschieht, um die Qualität der Biologie-Artikel auf ein akzeptables Niveau zu bringen. Bitte hilf mit, diesen Artikel zu verbessern! Artikel, die nicht signifikant verbessert werden, können gegebenenfalls gelöscht werden. Lies dazu auch die näheren Informationen in den Mindestanforderungen an Biologie-Artikel. |

Carl Fiedler  (* 31. August 1864 in Dorum (Wesermünde); † 8. August 1955 in Suhl) war ein deutscher Entomologe und Mediziner.

## Leben
Fiedler war Sohn eines Buchhändlers. 1879 bestand er am Dom-Gymnasium in Verden a. d. Aller das Abitur. 1884 begann er ein Studium der Medizin an der Friedrich-Alexander Universität Erlangen. Dort bestand er 1891 das Staatsexamen und promovierte im selben Jahr zum Dr. med. 
Im April 1892 begann er als Assistenzarzt in Suhl. Später praktizierte er dort als niedergelassener Arzt. 1915 verlieh ihm die Stadt Suhl den Titel eines Sanitätsrats. Zum 1. April 1941 trat er in den Ruhestand.  
1948 wurde er von der Naturwissenschaftlichen Fakultät der Universität Erlangen zum Dr. rer. nat. h. c. promoviert. 1954 verlieh ihm die Universität Jena den Professorentitel. Der Universität Jena vermachte er seine Privatbibliothek. Die Universität Erlangen erbte seine entomologische Sammlung, die er zusammen mit Georg Künnemann auf Forschungsreisen angelegt hatte.  
In Suhl ist heute eine Straße nach ihm benannt.
| Personendaten    | Personendaten                      |
| ---------------- | ---------------------------------- |
| NAME             | Fiedler, Carl                      |
| KURZBESCHREIBUNG | deutscher Entomologe und Mediziner |
| GEBURTSDATUM     | 31. August 1864                    |
| GEBURTSORT       | Dorum                              |
| STERBEDATUM      | 8. August 1955                     |
| STERBEORT        | Suhl                               |